# Muli Tang
Pour les articles homonymes, voir Muli et Tang.
Muli Tang  est un peintre de paysages chinois du XXe siècle, né en 1947 à Shanghai.

## Biographie
Muli Tang est tout d'abord un autodidacte, il s'initie seul au dessin, étudiant dans des livres et réalisant des portraits de ses compagnons de travail.

Toutefois, il réussit à entrer à l'Académie Centrale des Beaux-Arts de Pékin et à la fin de ses études en 1980, il obtient une bourse pour partir à l'étranger. Il choisit l'Académie Royale d'Art de Londres et obtient le diplôme d'études supérieures en 1984.

Souhaitant diversifier sa connaissance des paysages, il entreprend de voyager dans de nombreux pays puis passe trois années à New York en tant qu'artiste résident à l'Université Cornell, il s'ensuit de nombreuses expositions aux États-Unis.